# Az Amerikai Egyesült Államok történelme 1865 és 1917 között
Az Amerikai Egyesült Államok 1865 és 1917 közötti történelmét a rekonstrukció korszaka, az aranyozott kor és a progresszív korszak jellemezte, és magában foglalja az iparosodás és az ebből következő bevándorlási hullámot az Egyesült Államokban.
A gyors gazdasági növekedés és a szárnyaló jólét ezen időszakában az Egyesült Államok északi és nyugati részén az USA a világ meghatározó gazdasági, ipari és mezőgazdasági hatalmává vált. A nem mezőgazdasági dolgozók éves átlagjövedelme (infláció után) 1865 és 1900 között 75%-kal nőtt, majd 1918-ig további 33%-kal nőtt.
Az 1865-ös amerikai polgárháborúban a déli konföderációs államok felett aratott győzelemmel az Egyesült Államok egységes nemzetté vált, erősebb nemzeti kormánnyal. A rekonstrukció véget vetett a legalizált rabszolgaságnak és az állampolgárságnak a volt rabszolgák számára, de az újonnan megszerzett politikai hatalmukat egy évtizeden belül visszavonták, és másodrendű állampolgárok lettek a „Jim Crow” rendszerben, a mélyen átható szegregációban, amely a következő 80-90 évben is fennmaradt. Politikailag a harmadik és negyedik pártrendszer idején a nemzetet többnyire a republikánusok uralták (két demokrata elnök kivételével). 1900 és William McKinley elnök meggyilkolása után a progresszív korszak politikai, üzleti és társadalmi reformokat hozott (pl. az oktatás új szerepei és kormányzati kiterjesztése, a nők magasabb státusza, a vállalati túlkapások visszaszorítása, valamint a kormányzat és a társadalom számos területének modernizálása). A progresszívek új középosztálybeli szervezeteken keresztül küzdöttek a bebetonozott, állami politikai pártszervezetek és a nagyvárosi „gépezetek” korrupciója és kulisszák mögötti hatalma ellen. Követelték - és el is nyerték - a nők szavazati jogát, valamint az országos alkoholtilalmat 1920-1933 között.
Az európai bevándorlás példátlan hulláma során 1865 és 1918 között 27,5 millió újonnan érkezett bevándorló biztosította az ipar és a mezőgazdaság terjeszkedéséhez szükséges munkaerőbázist, valamint a gyorsan növekvő városi Amerika nagy részének népességbázisát.
A XIX. század végére az Egyesült Államok a világ vezető ipari hatalmává vált, és az új technológiákra (például a távíróra és az acélra), a bővülő vasúthálózatra, valamint a bőséges természeti erőforrásokra, például a szénre, a fára, az olajra és a termőföldekre építve elindította a második ipari forradalmat.
Az Egyesült Államok ebben az időszakban kezdett globális szuperhatalommá válni. Az USA 1898-ban könnyedén legyőzte Spanyolországot, ami váratlanul egy kis birodalmat hozott. Kuba gyorsan megkapta a függetlenséget, a Fülöp-szigetek pedig végül 1946-ban vált függetlenné. Puerto Rico (és néhány kisebb sziget) állandó amerikai területté vált, akárcsak Alaszka (1867-ben vásárlással hozzácsatolták). A független Hawaii Köztársaságot az USA 1898-ban területként csatolta magához.

## A rekonstrukció kora
A rekonstrukció az 1863 és 1877 közötti időszak volt, amikor a szövetségi kormány átmenetileg átvette az irányítást - egyenként - a Konföderáció déli államai felett. Abraham Lincoln elnök 1865 áprilisában történt meggyilkolása előtt mérsékelt rekonstrukciós terveket jelentett be, hogy a volt konföderációs államokat minél gyorsabban visszaintegrálja. Lincoln 1865 márciusában létrehozta a Freedmen's Bureau-t, hogy segítse a volt rabszolgákat az oktatásban, az egészségügyi ellátásban és a munkavállalásban. A rabszolgaság végleges eltörlését az 1865 decemberében ratifikált tizenharmadik kiegészítéssel sikerült elérni. 1865 decemberében azonban Lincolnnak ellenálltak a saját pártján belüli radikális republikánusok, akik attól tartottak, hogy a volt konföderációsok soha nem mondanak le igazán a rabszolgaságról és a konföderációs nacionalizmusról, és a színfalak mögött mindig megpróbálják majd visszaállítani azokat. Ennek eredményeként a radikális republikánusok megpróbáltak olyan jogi korlátozásokat bevezetni, amelyek a legtöbb volt felkelőtől elvették volna a választójogot és a választott tisztségek betöltéséhez való jogot. A radikálisok ellen Lincoln alelnöke és utódja, a Tennessee-i demokrata Andrew Johnson állt ki. A radikálisok azonban megnyerték a kritikus 1866-os választásokat, és elég helyet szereztek a Kongresszusban ahhoz, hogy felülbírálják Johnson elnök vétóját az ilyen törvények ellen. Sőt, sikeresen vád alá helyezték Johnson elnököt (a képviselőházban), és majdnem eltávolították hivatalából (a szenátusban) 1868-ban. Eközben új alkotmányos és szövetségi jogi védelmet adtak a déli „felszabadítottaknak”.
A radikálisok újjáépítési tervei 1867-ben léptek életbe az amerikai hadsereg felügyelete alatt, lehetővé téve, hogy a „Szabadultak”, a szimpatizáns helyi fehérek és az északról nemrég érkezettek republikánus koalíciója átvegye az irányítást a déli államok kormányai felett. Ratifikálták a tizennegyedik kiegészítést, amely hatalmas új hatásköröket adott a szövetségi bíróságoknak, hogy állami szinten foglalkozzanak az igazságszolgáltatással. Ezek az állami kormányok nagy összegű kölcsönöket vettek fel a vasútvonalak és az állami iskolák építésére, növelve az adókulcsokat. Az e politikákkal szembeni egyre hevesebb ellenállás visszahatása a legtöbb szimpatizáns helyi fehéret kiszorította a Republikánus Pártból és a Demokrata Pártba terelte. Ulysses S. Grant elnök érvényesítette az afroamerikaiak polgárjogi védelmét, amelyet Dél-Karolina, Mississippi és Louisianaállamokban megtámadtak. 1870-ben ratifikálták a tizenötödik kiegészítést, amely az afroamerikaiaknak szavazati jogot biztosított az amerikai választásokon.
Thaddeus Stevens amerikai képviselő a rekonstrukcióval kapcsolatos egyik fő döntéshozó volt, és elérte, hogy a képviselőház vádat emeljen Andrew Johnson elnök ellen. Hans Trefousse, vezető életrajzírója megállapítja, hogy Stevens „az egyik legbefolyásosabb képviselő volt, aki valaha a Kongresszusban szolgált. [Uralkodott] a Házban szellemességével, a parlamenti jog ismeretével és puszta akaraterejével, még akkor is, ha gyakran nem tudott érvényesülni."
A rekonstrukció minden államban más-más időpontban ért véget, utoljára 1877-ben, amikor a republikánus Rutherford B. Hayes megnyerte az 1876-os vitatott elnökválasztást ellenfele, Samuel J. Tilden felett. A vitatott elektori szavazatok kezelésére a Kongresszus választási bizottságot hozott létre. A bizottság a vitatott szavazatokat Hayesnek ítélte. A fehér Dél elfogadta az „1877-es kompromisszumot”, tudván, hogy Hayes azt javasolta, hogy a hadsereg megszüntesse a republikánus kézben maradt három állam kormánya feletti ellenőrzést. A fehér északiak elfogadták, hogy a polgárháború véget ért, és hogy a déli fehérek nem jelentenek veszélyt a nemzetre.
A rekonstrukció vége a polgárjogok és polgári szabadságjogok rövid időszakának végét jelentette az afroamerikaiak számára délen, ahol a legtöbben éltek. A rekonstrukció állandó ellenérzést, bizalmatlanságot és cinizmust okozott a fehér déliek körében a szövetségi kormánnyal szemben, és hozzájárult a „szilárd Dél” megteremtéséhez, amely jellemzően a (akkoriban) szociálisan konzervatív demokratákra szavazott minden helyi, állami és országos hivatalban. A fehér felsőbbrendűség hívei a „Jim Crow-törvények” révén szegregált társadalmat hoztak létre, amely a feketéket másodrangú állampolgárokká tette, akiknek nagyon kevés politikai hatalmuk és nyilvános szavuk volt. A fehér elit (a „Megváltóknak” nevezett - a „Bourbon-demokraták” déli szárnya) szilárd politikai és gazdasági ellenőrzés alatt tartotta a déli országot egészen a populista mozgalom 1890-es évekbeli felemelkedéséig. A helyi bűnüldözés gyenge volt a vidéki területeken, ami lehetővé tette, hogy a felháborodott csőcselék lincseléssel orvosolja a feketéknek felrótt állítólagos, de gyakran nem bizonyított bűncselekményeket.
A történészek értelmezései a radikális republikánusokról drámaian eltolódtak az évek során, az 1950 előtti nézettől, amely szerint a nagyvállalatok eszközei voltak, akiket a pártoskodás és a fehér Dél iránti gyűlölet motivált, az 1950-es évek és az azt követő évek neoabolicionistáinak nézőpontjáig, akik üdvözölték erőfeszítéseiket, hogy egyenlő jogokat adjanak a felszabadított rabszolgáknak.
Magán a déli államokban a viharos 1860-as évek értelmezése fajonként élesen különbözött. Az amerikaiak gyakran vallási szempontból értelmezték a nagy eseményeket. Wilson Fallin történész alabamai baptista prédikációk segítségével állítja szembe a polgárháború és a rekonstrukció fehér és fekete értelmezését. A fehér prédikátorok azt a nézetet vallották, hogy:
Isten megfenyítette őket, és különleges küldetést adott nekik - az ortodoxia, a szigorú bibliaismeret, a személyes jámborság és a hagyományos faji kapcsolatok fenntartása. A rabszolgaság, hangsúlyozták, nem volt bűnös. A felszabadítás inkább történelmi tragédia volt, és a rekonstrukció vége Isten kegyelmének egyértelmű jele.
Ezzel éles ellentétben a fekete prédikátorok a polgárháborút, a felszabadulást és a rekonstrukciót úgy értelmezték, mint:
Isten ajándéka a szabadság. Nagyra értékelték a lehetőséget, hogy gyakorolhassák függetlenségüket, hogy a saját módjukon imádkozhassanak, hogy megerősítsék értéküket és méltóságukat, és hogy hirdessék Isten atyaságát és az emberek testvériségét. Legfőképpen azt, hogy megalakíthatták saját egyházaikat, egyesületeiket és gyűléseiket. Ezek az intézmények önsegélyt és faji felemelkedést kínáltak, és olyan helyeket biztosítottak, ahol a felszabadulás evangéliumát hirdethették. Ennek eredményeként a fekete prédikátorok továbbra is ragaszkodtak ahhoz, hogy Isten megvédi és segíti őket; Isten lesz a sziklájuk a viharos földön.
A 21. század történészei jellemzően kudarcnak tartják a rekonstrukciót, de „nem értenek egyet abban, hogy mi okozta a rekonstrukció kudarcát, arra összpontosítva, hogy túl messzire ment-e, túl gyorsan, vagy nem ment elég messzire”.
Mark Summers történész 2014-ben azonban pozitív eredményt látott:
ha a rekonstrukció célját abban látjuk, hogy a háború fő céljai teljesüljenek: az Unió örökre összetartása, az együttműködésre képes Észak és Dél, a rabszolgaság kiirtása és a szekciós rivalizálás korlátozása, az állami szuverenitásra való, fegyveres erővel alátámasztott, hivalkodó felhívásoktól való félelem tartós száműzése, akkor a rekonstrukció úgy néz ki, mint ami ebből a szempontból volt, tartós és méltatlan siker.

## A Nyugat

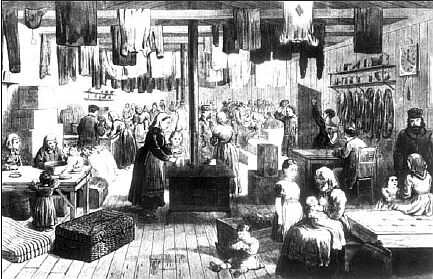
Volgai németek ideiglenes szállása Kansas középső részén, 1875

1869-ben az első transzkontinentális vasútvonal megnyitotta a távoli nyugati bányász- és tanyavilágot. Az utazás New Yorkból San Franciscóba hat hónap helyett hat napot vett igénybe. A polgárháború után a keleti partról és Európából sokakat csábítottak nyugatra a rokonok beszámolói és a kiterjedt reklámkampányok, amelyek „a legjobb prériföldeket”, „alacsony árakat”, „nagy készpénzkedvezményeket” és „jobb feltételeket, mint valaha!” ígértek. Az új vasútvonalak lehetőséget biztosítottak a bevándorlók számára, hogy kimehessenek és körülnézzenek, mégpedig speciális családi jegyekkel, amelyek költségét a vasút által kínált földvásárlásra lehetett fordítani. A síkságokon valóban nehezebb volt a földművelés, mint keleten. A vízgazdálkodás kritikusabb volt, a villámtüzek gyakoribbak voltak, az időjárás szélsőségesebb volt, a csapadék kevésbé volt kiszámítható. A félősebbek otthon maradtak. A tényleges migránsok az ismeretlentől való félelmeken túlra tekintettek. A fő motivációjuk a nyugatra költözésre az volt, hogy az eddiginél jobb gazdasági életet találjanak. A földművesek nagyobb, olcsóbb és termékenyebb földet kerestek; a kereskedők és kereskedők új vevőket és új vezetői lehetőségeket kerestek. A munkások jobban fizető munkát és jobb körülményeket akartak. Mivel az 1862-es Homestead Acts ingyen földet biztosított a polgároknak, a vasutak pedig olcsó földeket adtak el az európai farmereknek, a Nagy-síkságok benépesítése gyorsan megvalósult, és az amerikai határvidék 1890-re gyakorlatilag megszűnt.

### Az amerikai indiánok asszimilációja
A bányászok, a farmerek és a legtöbb telepes terjeszkedése a síkságokon és a hegyekben konfliktushoz vezetett néhány regionális amerikai indián törzzsel. A kormány ragaszkodott ahhoz, hogy az amerikai indiánok vagy beköltözzenek az általános társadalomba és asszimilálódjanak, vagy maradjanak a kijelölt rezervátumokban. Az állami és területi milíciák erőszakot alkalmaztak, hogy a rezervátumot választók ne fenyegessék a közeli törzseket vagy telepeseket. Az erőszak az 1880-as években elhalványult, és 1890 után gyakorlatilag megszűnt. 1880-ra eltűntek a bölénycsordák, amelyek a vadászgazdaság alapját képezték.
Az amerikai indiánok választhattak, hogy rezervátumokban éljenek. Az amerikai kormányzat élelmet, ellátást, oktatást és orvosi ellátást biztosított. Az egyének önállóan is beköltözhettek a nyugati társadalomba, és bért kereshettek, jellemzően egy farmon. A reformerek minél több amerikai indiánnak akartak lehetőséget adni arra, hogy saját farmot és ranchot birtokolhassanak és üzemeltethessenek, és a kérdés az volt, hogyan adjanak az egyes indiánoknak a törzs tulajdonában lévő földet. Az indiánok amerikai társadalomba való beilleszkedése érdekében a reformerek képzési programokat és iskolákat hoztak létre, mint például a pennsylvaniai Carlisle-ben található Carlisle Indián Ipari Iskola, amely számos kiemelkedő indián vezetőt nevelt ki. A rezervátumok asszimilációellenes hagyományőrzői azonban ellenálltak az integrációnak. A reformerek úgy döntöttek, hogy a megoldás az, ha a még mindig a rezervátumokban élő indiánok számára lehetővé teszik, hogy magánszemélyként földtulajdonnal rendelkezzenek.
Az 1887-es Dawes-törvény az amerikai indiánok integrálására tett erőfeszítés volt; a többség elfogadta az integrációt, és beolvadt az amerikai társadalomba, így amerikai családok millióiban maradt nyoma az indián felmenőknek. Azok, akik nem voltak hajlandóak beilleszkedni, szegénységben maradtak a rezervátumokban, és a szövetségi élelmezésből, gyógyszerekből és iskoláztatásból kaptak támogatást. 1934-ben az amerikai politikát ismét megfordította az Indián újraszervezési határozat, amely megpróbálta megvédeni a törzsi és közösségi életet a rezervátumokban.

### Földművelés

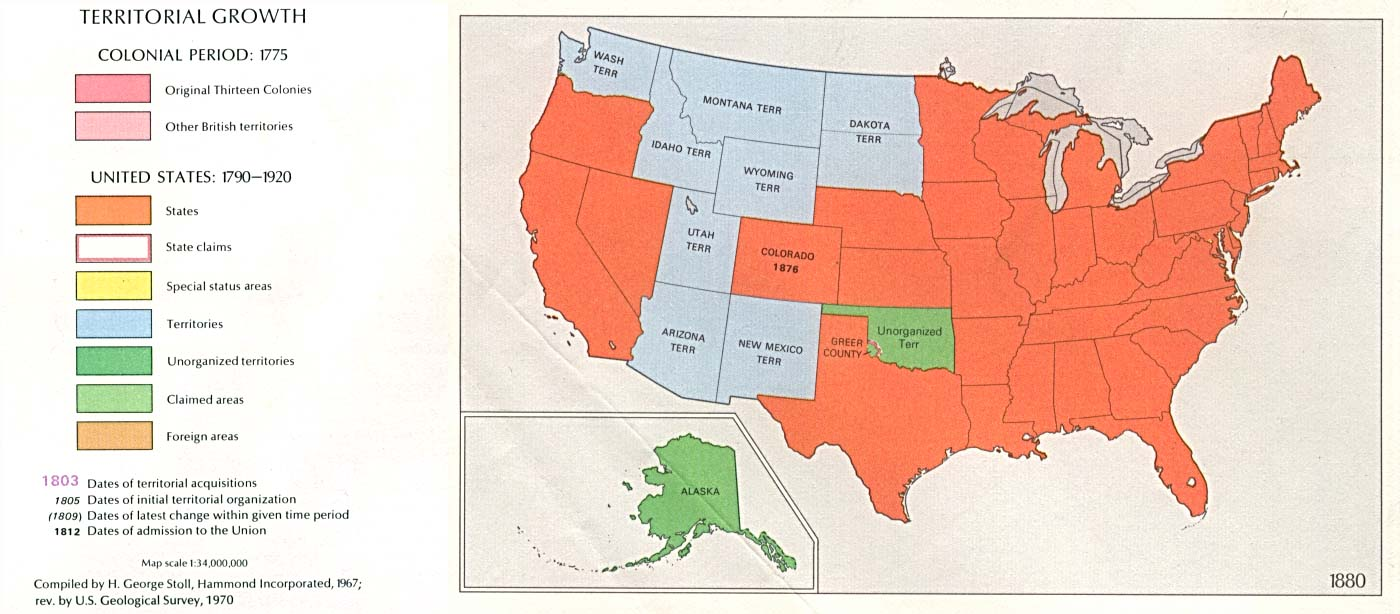
Az Egyesült Államok térképe, 1870-80. A narancssárga szín jelzi az államalakulatokat, a világoskék a területeket, a zöld pedig a nem szervezett területeket.

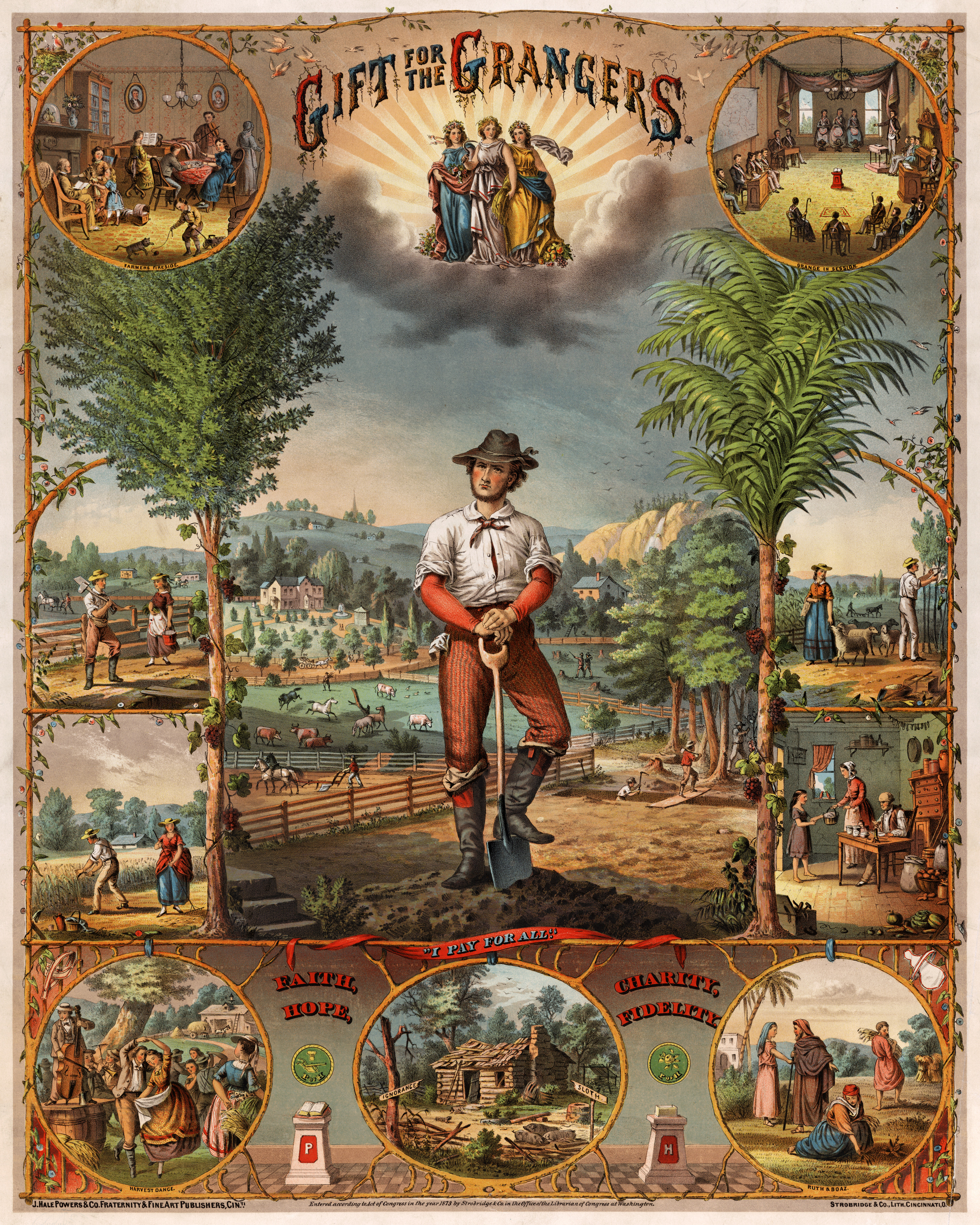
Grange-plakát a Yeoman farmerek üdvözléséről, 1873.

A mezőgazdaságban drámai bővülés következett be. A farmok száma az 1860-as 2,0 millióról 1905-re megháromszorozódott 6,0 millióra. A farmokon élő emberek száma az 1860-as 10 millióról 1880-ra 22 millióra, 1905-re pedig 31 millióra nőtt. A farmok értéke az 1860-as 8,0 milliárd dollárról 1906-ra 30 milliárd dollárra emelkedett.
A szövetségi kormány az 1862. évi Homestead Acts értelmében 160 hektáros (65 hektáros) földterületeket adott ki gyakorlatilag ingyen a telepesek számára. Még nagyobb számban vásároltak földeket nagyon alacsony kamatra az új vasúttársaságoktól, amelyek megpróbáltak piacokat teremteni. A vasutak sokat reklámoztak Európában, és alacsony viteldíjakkal több százezer földművest hoztak át Németországból, Skandináviából és Nagy-Britanniából.
A figyelemre méltó fejlődés és az általános jólét ellenére a 19. századi amerikai farmerek visszatérő nehézségek ciklusait élték át, amelyeket elsősorban a gyapot és a búza világpiaci árának csökkenése okozott.
A mechanikai fejlesztésekkel együtt, amelyek nagymértékben növelték a területegységenkénti terméshozamot, a század második felében gyorsan nőtt a megművelt földterület nagysága, mivel a vasútvonalak új nyugati területeket nyitottak meg a betelepülés előtt. A búzatermesztők bőséges termést és jó éveket élveztek 1876-tól 1881-ig, amikor a rossz európai termés magasan tartotta a világpiaci árat. Ezután az 1880-as években visszaesést szenvedtek, amikor az európai körülmények javultak. Minél nyugatabbra mentek a telepesek, annál inkább függővé váltak a monopolista vasúttól, hogy az áruikat a piacra szállítsák, és annál inkább hajlamosak voltak tiltakozni, mint például az 1890-es évek populista mozgalmában. A búzatermelők a helyi gabonafeldolgozókat (akik felvásárolták a terményüket), a vasutakat és a keleti bankárokat okolták az alacsony árakért.
Az általános mezőgazdasági problémák kezelésére irányuló első szervezett erőfeszítés a Grange mozgalom volt, amely a gazdákat szólította meg. Ez 20 000 tagozatra és 1,6 millió tagra nőtt. A Grangek saját marketingrendszereket, boltokat, feldolgozóüzemeket, gyárakat és szövetkezeteket hoztak létre. A legtöbbjük csődbe ment. A mozgalom az 1870-es években politikai sikereket is elért. Néhány középnyugati államban „Granger-törvényeket” fogadtak el, amelyek korlátozták a vasúti és raktári díjakat.

### Családi élet
Kevés egyedülálló férfi próbálkozott egy farm működtetésével; a farmerek világosan megértették, hogy szükség van egy keményen dolgozó feleségre és számos gyermekre, hogy megbirkózzanak a sok munkával, beleértve a gyermeknevelést, a család élelmezését és ruházkodását, a házimunka irányítását és a bérmunkások élelmezését. A letelepedés első éveiben a farmon élő nők a szabadban végzett munkával szerves szerepet játszottak a család túlélésének biztosításában. Körülbelül egy nemzedék elteltével a nők egyre inkább elhagyták a földeket, és ezzel újrafogalmazták a családon belüli szerepüket. Az olyan új kényelmi eszközök, mint a varró- és mosógépek arra ösztönözték a nőket, hogy a háztartási szerepek felé forduljanak. Ezt tovább támogatta a tudományos háztartási mozgalom, amelyet a média és a kormányzati tanácsadók országszerte népszerűsítettek, valamint a megyei vásárok, amelyeken a házi főzés és konzervkészítés terén elért eredményeket mutatták be, a mezőgazdasági lapokban a nőknek szóló tanácsadó rovatok, és az iskolai háztartási tanfolyamok.
Bár a prérik tanyasi életéről alkotott keleti kép a magányos farmer és a tanyasi élet elszigeteltségét hangsúlyozza, a valóságban a vidéki emberek gazdag társadalmi életet teremtettek maguknak. Például sokan csatlakoztak a Grange helyi fiókjához; a többségnek volt kapcsolata a helyi egyházakkal. Népszerű volt a gyakorlati munkát, a bőséges étkezést és az egyszerű szórakozást ötvöző tevékenységek szervezése, mint például a pajtaszedések, a kukoricahántások és a steppelő méhek. Az emberek elfoglaltságát a Grange-gyűlések, az egyházi istentiszteletek és az iskolai rendezvények ütemezett időpontjaival lehetett fenntartani. Az asszonyok közös étkezéseket és potluck-rendezvényeket, valamint a családok közötti hosszabb látogatásokat szerveztek.
A gyermekkor az amerikai határvidéken vitatott terület. A tudósok egyik csoportja szerint a vidéki környezet üdvös volt, mivel lehetővé tette a gyermekek számára, hogy kiszakadjanak a városi kor- és nemi hierarchiákból, elősegítette a családok egymásra utaltságát, és végül olyan gyermekeket hozott létre, akik önállóbban, mozgékonyabban, alkalmazkodóképesebben, felelősségteljesebben, függetlenebben és a természettel szorosabb kapcsolatban voltak, mint városi vagy keleti társaik. Más történészek azonban a magány, a nélkülözés, a bántalmazás és a kora gyermekkortól kezdve megerőltető fizikai munka komor képét festik le.

## Az iparosodás

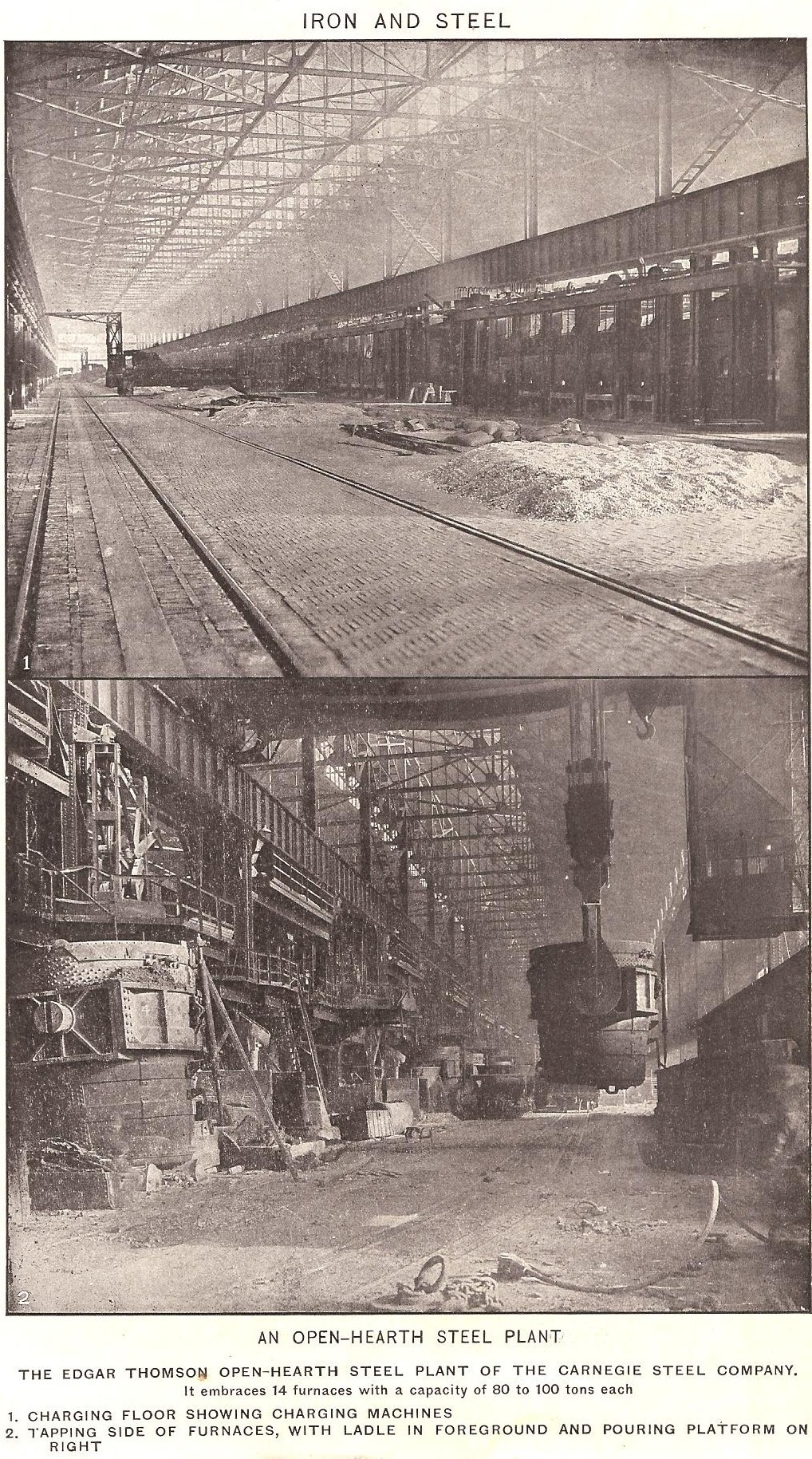
Kohó az Edgar Thomson acélműben Pittsburgh közelében, 1915

1865-től körülbelül 1913-ig az Egyesült Államok a világ vezető ipari nemzetévé nőtte ki magát. A föld és a munkaerő, az éghajlat változatossága, a vasútvonalak (valamint a hajózható folyók) bőséges jelenléte és a természeti erőforrások mind elősegítették az olcsó energia kitermelését, a gyors szállítást és a tőke rendelkezésre állását, ami ezt a második ipari forradalmat hajtotta. A nem mezőgazdasági munkások átlagos éves jövedelme (infláció után) 75%-kal nőtt 1865 és 1900 között, majd 1918-ig további 33%-kal nőtt.
Míg az ipari forradalom a termelést a kézművesekről a gyárakra helyezte át, addig a Második Ipari Forradalom a technológia és a közlekedés fejlődése által ösztönzött szervezettség, koordináció és az ipar léptékének bővülését hozta el. A vasút megnyitotta a Nyugatot, farmokat, városokat és piacokat hozott létre ott, ahol korábban nem léteztek. Az első transzkontinentális vasútvonal, amelyet nemzeti orientációjú vállalkozók építettek brit pénzből, ír és kínai munkaerővel, hozzáférést biztosított a korábban távoli földterületekhez. A vasútépítés fellendítette a tőke, a hitel és a leendő farmerek lehetőségeit.
A vas- és acélgyártás új technológiái, mint például a Bessemer-acélgyártás és a nyílt tüzes kemence, a kémia és más tudományok hasonló újításaival kombinálva jelentősen javították a termelékenységet. Az új kommunikációs eszközök, mint például a távíró és a telefon lehetővé tették a vállalati vezetők számára, hogy nagy távolságokon keresztül irányítsanak. A munkaszervezésben is történtek újítások, amelyeket Frederick Winslow Taylor tudományos menedzsmentre vonatkozó elképzelései jellemeztek.
A korszakban szükséges nagyobb léptékű vállalkozások finanszírozásához a vállalat vált az üzleti szervezet domináns formájává. A vállalatok fúzióval terjeszkedtek, a „trösztök” néven ismert, egymással versengő cégekből (a monopólium egy formája) egyetlen céget hoztak létre. A magas vámok megvédték az amerikai gyárakat és munkásokat a külföldi versenytől, különösen a gyapjúiparban. A szövetségi vasúti földtámogatások meggazdagították a befektetőket, a farmereket és a vasúti munkásokat, és városok százait hozták létre. Az üzleti élet gyakran fordult bírósághoz, hogy megakadályozza a munkásokat abban, hogy szakszervezetekbe szerveződjenek, vagy sztrájkokat szervezzenek.
A nemzet ipari bázisa szilárdan az északkeleti és középnyugati államokban maradt. A Dél kevésbé profitált, szegény, vidéki és elmaradott maradt, bár a rabszolgaság eltörlése és a nagy ültetvények felbomlása a polgárháború után kiegyenlítő hatással járt, és csökkentette a vagyoni egyenlőtlenségeket, amelyek a késő, a kisbolt előtti időszakban komoly problémává váltak - a háború utáni években sok alsóosztálybeli déli számára először vált lehetővé, hogy földtulajdonhoz jusson. New Orleanson kívül a Dél nem vonzotta a bevándorlást, mivel nem voltak nagyobb kikötővárosai, és a nem fekete lakosság etnikai összetétele továbbra is elsősorban angol-ír maradt, kisebb zsidó, francia hugenotta és német közösségekkel. Egyes déliek élesen tudatában voltak elmaradottságuknak, és úgy vélték, hogy a Délnek versenyeznie kell az északi iparral - egy atlantai újság szerkesztője az 1880-as években azt írta: „Meghalt egy konföderációs hadsereg veteránja. Jenki öltönyben, jenki koporsóban temették el egy jenki ásóval ásott gödörben. Az egyetlen dolog, amit a Dél biztosított, az a gödör és a holttest volt.” Az ipar létrehozására tett kísérletek délen csak szerény sikerrel jártak, mivel a régióból hiányzott a befektetési pénz, és az északi pénzemberek megelégedtek azzal, hogy a területet az északi gyárak nyersanyagforrásaként tartsák meg. A régió perzselő nyári időjárása szintén visszatartotta az ipari tevékenységet. A legsikeresebb déli ipari vállalkozás messze a textilipar volt, amely profitált az alacsony munkaerőköltségekből és a munkások szakszervezetbe tömörülését megtiltó törvényekből.
Az olyan befolyásos iparosok, mint Andrew Carnegie, John D. Rockefeller és Jay Gould, akiket kritikusaik együttesen „rablóbáróknak” neveztek, nagy vagyonnal és hatalommal rendelkeztek, olyannyira, hogy 1888-ban Rutherford B. Hayes naplójában megjegyezte, hogy az Egyesült Államok megszűnt a nép kormánya lenni, és helyébe „a vállalat kormánya lépett, a vállalat által és a vállalat számára”. A kritikusok ebben az időszakban azt is fájlalták, hogy Amerikában eltűntek a nagy politikai elmék - Thomas Jefferson, James Madison és Henry Clay kora elmúlt, és a nemzet legjobbjai és legokosabbjai inkább az iparhoz vonzódtak, mint a kormányhoz vagy a politikához. A vagyongyarapodásért folyó gyilkos versenyben a kézművesek szakmunkája átadta helyét a jól fizetett szakmunkásoknak és mérnököknek, ahogy a nemzet elmélyítette technológiai bázisát. Eközben a bevándorlók folyamatos áramlása elősegítette az olcsó munkaerő rendelkezésre állását, különösen a bányászatban és a feldolgozóiparban..

## Az aranyozott kor
Az 1873-as pánikból való kilábalás után az amerikai társadalom legfelsőbb rétegei által élvezett „aranyozott kor” a második ipari forradalom újonnan iparosodott gazdaságának felszínén lebegett. Ezt tovább táplálta a vagyonátadás időszaka, amely drámai társadalmi változásokat katalizált. Ez hozta létre először a szupergazdag „iparmágnások”, a „rablóbárók” osztályát, akiknek üzleti, társadalmi és családi kapcsolatainak hálózata uralta a nagyrészt fehér, angolszász protestáns vallású, világosan meghatározott határokkal rendelkező társadalmi világot. Az „aranyozott kor” kifejezést Mark Twain és Charles Dudley Warner alkotta meg az 1873-ban megjelent, The Gilded Age: A Tale of Today című könyvükben, az „aranyozott” és az aranykor közötti ironikus különbséget alkalmazva.
Politikailag a Republikánus párt volt hatalmon, és rövid megszakításokkal az 1930-as évekig nagyrészt az is maradt. Az amerikai polgárháború összeomlasztotta a demokraták nemzeti gépezetét, és lehetőséget adott a GOP-nak, hogy bebetonozza saját nemzeti gépezetét, amely 70 évig kitartott. A republikánusok teljes mértékben magukénak érezték a háború megnyerését és a rabszolgaság eltörlését, és szilárdan a nagyvállalatok, az aranystandard és a gazdasági protekcionizmus pártjává váltak. A republikánus szavazók ereje főként az északkeleti és középnyugati kis- és középvárosokból és vidéki területekről származott, valamint az uniós hadsereg veteránjainak többségéből - a Grand Army of the Republic, a veteránok testvéri szervezete, amely az 1880-1890-es években hatalmas politikai hatalommal bírt, „Általában minden republikánus” néven is emlegették. Az új nyugati államok hozzáadása még nagyobb országos erőt adott a GOP-nak.
A demokraták északon többnyire városi párt voltak, amely a bevándorló munkásokra támaszkodott bázisát tekintve, azonban az aranyozott korban a vámokon és a szabadkereskedelmen kívül nem volt jelentős ideológiai szakadék a két párt között. Délen a rekonstrukció vége gyorsan megalapozta a Demokrata Párt abszolút uralmát a régió felett, amely egy évszázadon át tartott. A republikánus támogatottságnak csak kis zuga maradt meg Délen, miután a feketék választóinak elnyomása az 1890-es évekre befejeződött - ezek általában olyan megyékből álltak, amelyek a háború alatt nem támogatták az elszakadást. A német-amerikaiak kisszámú, de stabil republikánus jelenlétet biztosítottak Texas néhány területén, Kelet-Tennessee pedig nagyrészt republikánus terület maradt.
Mindazonáltal az aranyozott korszakban az országos választások szorosak és vitatottak voltak, és sok energiát és választói lelkesedést vonzottak. Ez William McKinley 1896-os győzelme után kezdett megváltozni. Ezt követően 17 éven át az ország közel került az egypárti republikánus államhoz, és voltak időszakok, amikor a demokraták majdnem regionális déli párttá degradálódtak. A választási részvétel és a lelkesedés meredeken visszaesett.
A rekonstrukció végével kevés jelentős politikai kérdés forgott kockán, és az 1880-as elnökválasztás hosszú idő óta a legcsendesebb volt. James Garfield, a republikánus jelölt nagyon szoros választást nyert, de néhány hónappal a kormányzása után egy elégedetlen közhivatalnok lelőtte. Garfieldet Chester Arthur alelnök követte.
A reformerek, különösen a „muglik” arra panaszkodtak, hogy az erős pártok a korrupciót eredményezték az aranyozott korban vagy a „harmadik pártrendszerben”. A választói lelkesedés és részvétel az 1872-1892 közötti időszakban nagyon magas volt, gyakran gyakorlatilag minden férfit elért. A fő témák a modernizáció, a pénz, a vasút, a korrupció és a szesztilalom voltak. Az országos választások és számos állami választás nagyon szoros volt. Az 1884-es elnökválasztáson sárdobálásos kampányt folytattak, amelyben a republikánus James G. Blaine vereséget szenvedett a reformer demokrata Grover Clevelandtől. Cleveland elnöksége alatt szorgalmazta, hogy a Kongresszus csökkentse a vámokat. Emellett kibővítette a közszolgálatokat, és megvétózott számos magánnyugdíj-törvényjavaslatot. Sokan aggódtak amiatt, hogy ezek a kérdések rontják az esélyeit az 1888-as választásokon. Amikor ezeket az aggodalmakat kifejezték Clevelandnek, ő azt mondta: „Mi értelme van annak, hogy megválasztanak vagy újraválasztanak, ha nem állsz ki valami mellett?”. A korszakra jellemző módon Cleveland konzervatív, korlátolt álláspontot képviselt az alkotmányról és a szövetségi hatáskörökről. Amikor a texasi Indianola kikötővárosát az 1886-os pusztító hurrikán a földdel tette egyenlővé, nem volt hajlandó szövetségi segélyt nyújtani a városnak, mivel úgy vélte, hogy az alkotmány nem biztosít neki ilyen hatáskört. „Bár a népnek támogatnia kellene a kormányt, a kormánynak nem kellene támogatnia a népet” - mondta Cleveland.
Az északkelet uralkodó társadalmi osztálya rendelkezett azzal a magabiztossággal, hogy „amerikai reneszánszt” hirdessen, ami a korszakot jellemző új közintézmények rohamos megjelenésében - kórházak, múzeumok, főiskolák, operaházak, könyvtárak, zenekarok - és a Beaux-Arts építészeti nyelvezetben, amelyben ezek pompásan érvényesültek, miután Chicago adott otthont az 1893-as Kolumbiai Világkiállításnak.

## Társadalomtörténet
A városiasodás (a városok gyors növekedése) együtt járt az iparosodással (a gyárak és a vasút növekedése), valamint a mezőgazdaság terjeszkedésével. A gyors növekedést a nagyarányú bevándorlás tette lehetővé.

### Bevándorlás

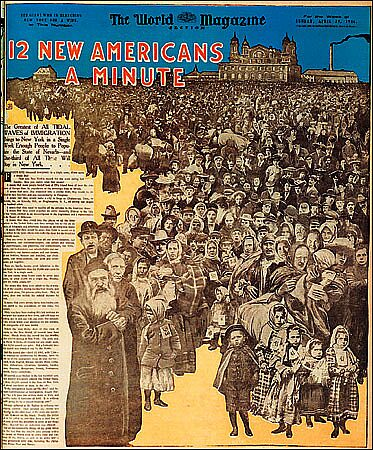
A New York World vasárnapi magazinja a bevándorlókhoz szólt ezzel az 1906-os címlappal, amely az Ellis-szigetre való megérkezésüket ünnepelte

1865 és 1918 között soha nem látott és változatos bevándorlóáradat érkezett az Egyesült Államokba, összesen 27,5 millióan. Összesen 24,4 millió (89%) Európából érkezett, köztük 2,9 millió Nagy-Britanniából, 2,2 millió Írországból, 2,1 millió Skandináviából, 3,8 millió Németországból, 4,1 millió Olaszországból, 7,8 millió Oroszországból és Közép- és Kelet-Európa más részeiből. További 1,7 millióan Kanadából érkeztek. A legtöbben New York kikötőjén keresztül érkeztek, 1892-től pedig az Ellis-szigeti bevándorlási állomáson keresztül, de a különböző etnikai csoportok más-más helyeken telepedtek le. New York és a keleti part más nagyvárosai nagyszámú zsidó, ír és olasz népességnek adtak otthont, míg sok német és közép-európai a középnyugatra költözött, ahol az iparban és a bányászatban kaptak munkát. Ugyanakkor körülbelül egymillió francia kanadai vándorolt Quebecből Új Angliába.

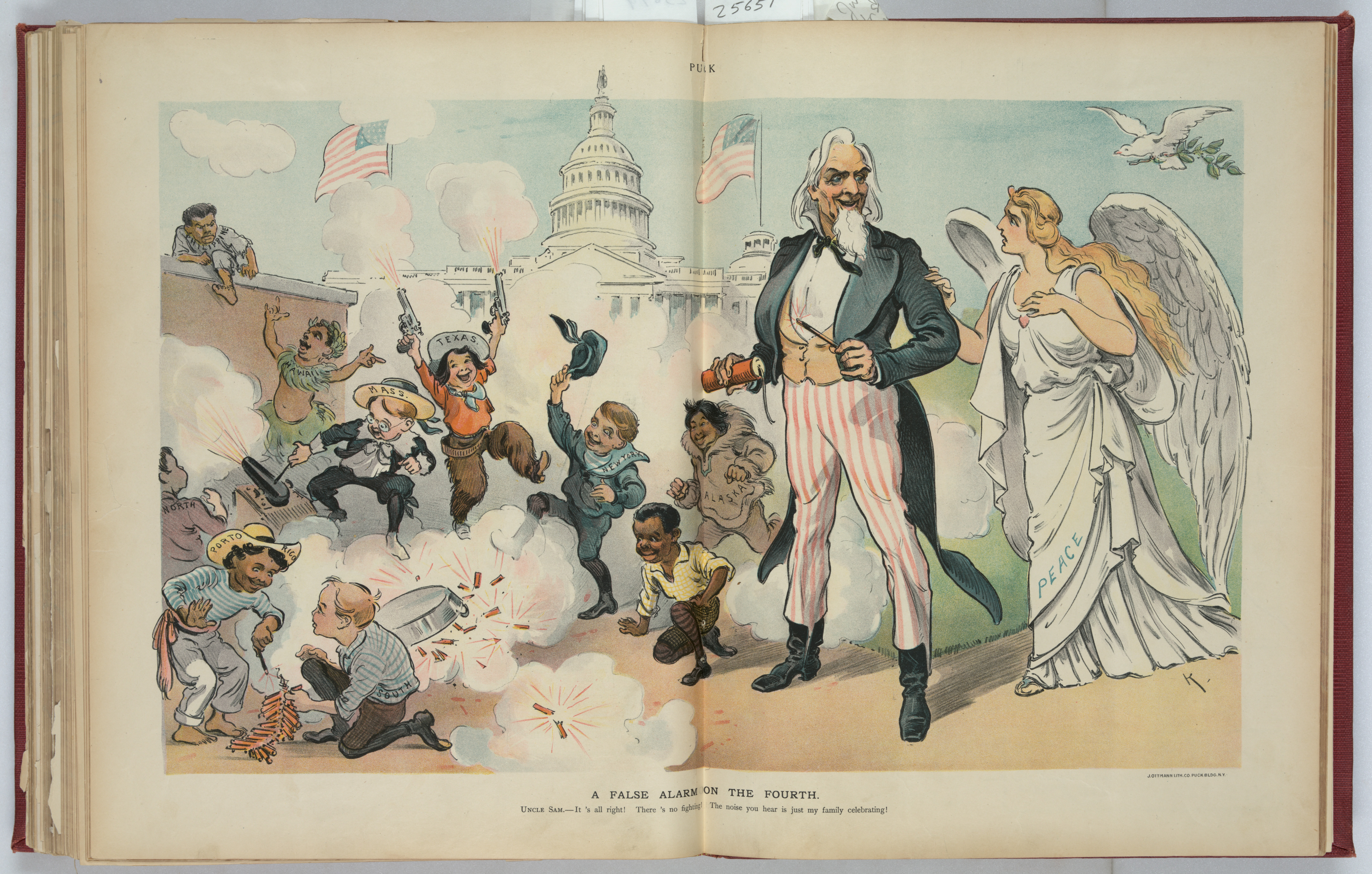
Az etnikai pluralizmus ünneplése július 4-én. 1902-es Puck szerkesztőségi karikatúra

A bevándorlókat a szegénység vagy a vallási fenyegetettség szorította ki szülőföldjükről, és a munkahelyek, a termőföldek és a rokoni kapcsolatok húzták őket Amerikába. Gazdasági lehetőséget találtak a gyárakban, bányákban és építkezéseken, és mezőgazdasági lehetőségeket találtak a síksági államokban.
Míg a legtöbb bevándorlót szívesen fogadták, az ázsiaiakat nem. Sok kínait hoztak a nyugati partra vasútépítés céljából, de az európai bevándorlókkal ellentétben őket egy teljesen idegen kultúra részének tekintették. A Kaliforniában és a nyugati államokban zajló intenzív kínaiellenes izgatottságot követően a Kongresszus 1882-ben elfogadta a kínaiak kizárásáról szóló törvényt. Egy 1907-es informális megállapodás, az úri egyezmény megállította a japán bevándorlást.
Néhány bevándorló átmenetileg az Egyesült Államokban maradt, majd hazatért, gyakran megtakarításokkal, amelyek révén viszonylag jólétben éltek. A legtöbben azonban végleg elhagyták szülőföldjüket, és abban a reményben maradtak, hogy az Újvilágban jobb életet találnak. Ez a szabadság és jólét utáni vágy vezetett a híres kifejezéshez, az amerikai álomhoz. 

### Populizmus
1880-ra a Granger-mozgalom hanyatlani kezdett, és helyébe a Farmers' Alliance lépett. A Gazdaszövetség kezdettől fogva politikai szervezet volt, kidolgozott gazdasági programokkal. Az egyik korai platform szerint a célja az volt, hogy „egyesítse Amerika farmereit az osztályjogszabályokkal és a koncentrált tőke beavatkozásaival szembeni védelmük érdekében”. Programjukban a vasutak szabályozását - ha nem egyenesen államosítását -, a valuta inflációját az adósságkönnyítés érdekében, a vámtarifa csökkentését, valamint állami tulajdonú raktárak és alacsony kamatozású hitelintézetek létrehozását is követelték. Ezek az Ocala-követelések néven váltak ismertté.
Az 1880-as évek végén aszályok sorozata pusztított nyugaton. Nyugat-Kansas négy év alatt elvesztette lakosságának felét. 1890-re az agrárválság minden idők legmagasabb szintjét érte el. Mary Elizabeth Lease, egy ismert populista író és agitátor azt mondta a farmereknek, hogy „kevesebb kukoricát és több poklot kell termeszteniük”. A déli szimpatizáns demokratákkal és a nyugati kis harmadik pártokkal együttműködve a Gazdaszövetség politikai hatalomra tört. Ezekből az elemekből egy új politikai párt alakult, amelyet Populista Pártnak neveztek el. Az 1890-es választásokon az új párt olyan koalíciókat hozott létre, amelyek egy tucat déli és nyugati államban az állami kormányzat egy részét irányították, és számos populista szenátort és képviselőt küldtek a Kongresszusba.
A párt első kongresszusára 1892-ben került sor, amikor a nebraskai Omahában találkoztak a farmer-, munkás- és reformszervezetek küldöttei, akik elhatározták, hogy végre nyomot hagynak az amerikai politikai rendszerben, amelyet az ipari és kereskedelmi trösztök pénzes érdekei által reménytelenül korruptnak tartottak.
A populista program pragmatikus része a föld, a vasút és a pénz kérdéseire összpontosított, beleértve a korlátlan ezüstpénzkibocsátást. Az 1892-es választásokon a populisták lenyűgöző erőt mutattak nyugaton és délen, és elnökjelöltjük, James B. Weaver több mint egymillió szavazatot gyűjtött. A valutakérdés azonban, amely az ezüst és az arany hívei között feszült, hamarosan minden más kérdést beárnyékolt. A nyugati és déli agrárszóvivők a korlátlan ezüstpénzkibocsátás visszaállítását követelték. Mivel meg voltak győződve arról, hogy bajaik a forgalomban lévő pénz hiányából erednek, azzal érveltek, hogy a pénzmennyiség növelése közvetve megemelné a mezőgazdasági termékek árát és felhajtaná az ipari béreket, lehetővé téve ezzel, hogy az adósságokat felfújt dollárral fizessék.
A konzervatív csoportok és a pénzügyi osztályok viszont úgy vélték, hogy egy ilyen politika katasztrofális lenne, és ragaszkodtak ahhoz, hogy az egyszer már megkezdett inflációt nem lehet megállítani. A vasúti kötvények, a kor legfontosabb pénzügyi eszköze, aranyban voltak fizethetők. Ha a viteldíjakat és a fuvardíjakat félárú ezüstdollárban állapítanák meg, a vasutak hetek alatt csődbe mennének, emberek százezreit taszítva ki a munkából és tönkretéve az ipari gazdaságot. Azt mondták, hogy csak az aranystandard kínál stabilitást.
Az 1893-as pénzügyi pánik fokozta a vita feszültségét. Délen és Középnyugaton rengeteg bank csődje volt; a munkanélküliség az egekbe szökött, a terményárak pedig súlyosan csökkentek. A válság és Cleveland elnök alkalmatlansága a válság megoldására pedig majdnem megtörte a Demokrata Pártot.
Az ezüstöt és a szabadkereskedelmet támogató Demokrata Párt az 1896-os elnökválasztás közeledtével magába olvasztotta a populista mozgalom maradványait. A demokraták konvenciója abban az évben az amerikai politikatörténet egyik leghíresebb beszédének tanúja volt. William Jennings Bryan, az ezüst fiatal nebraskai bajnoka a kongresszushoz folyamodva, hogy „ne feszítsék keresztre az emberiséget az aranykeresztre”, nyerte el a demokraták elnökjelöltségét. A megmaradt populisták is Bryant támogatták, abban a reményben, hogy a Bryan-mozgalmon belül is van hangjuk. Annak ellenére, hogy Bryan megnyerte a déli országrészeket és Kalifornia és Oregon kivételével az egész nyugatot, a népesebb, ipari északi és keleti országrészt - és a választást - elvesztette a republikánus William McKinley ellen, akinek kampányszlogenje „A teli vacsoravödör” volt.
1897-ben a gazdaság javulni kezdett, főként a helyreállt üzleti bizalomnak köszönhetően. Az ezüstpártiak - akik nem tudták, hogy a legtöbb tranzakciót banki csekkekkel bonyolították le, nem pedig aranyzsákokkal - azt hitték, hogy az új jólétet a Yukonban felfedezett arany serkentette. 1898-ban a spanyol-amerikai háború még inkább elterelte a nemzet figyelmét a populista kérdésekről. Ha a mozgalom halott is volt, az eszméi azonban nem. Ha a populisták egyszer támogattak egy eszmét, az annyira beszennyeződött, hogy az amerikai politikusok túlnyomó többsége elutasította azt; csak évekkel később, miután a beszennyeződés feledésbe merült, sikerült olyan populista reformokat megvalósítani, mint például a szenátorok közvetlen nép általi megválasztása 1914-ben.

## Progresszív korszak

### Roosevelt elnöksége
A progresszív republikánus Roosevelt „Square Deal”-re szólított fel, és a trösztellenes törvények végrehajtása terén fokozott szövetségi felügyeletet kezdeményezett. Később a vasútra vonatkozó kormányzati felügyelet kiterjesztése jelentős szabályozási törvények elfogadására késztette a kormányt. Az egyik törvényjavaslat a közzétett tarifákat tette törvényes normává, és a szállítmányozókat a vasúttal egyenlő mértékben tette felelőssé a kedvezményekért.
Roosevelt 1904-es választási győzelmét követően még drasztikusabb vasúti szabályozást követelt, és 1906 júniusában a Kongresszus elfogadta a Hepburn-törvényt. Ez valódi hatáskörrel ruházta fel az Államközi Kereskedelmi Bizottságot a tarifák szabályozásában, kiterjesztette a bizottság joghatóságát, és arra kényszerítette a vasutakat, hogy adják fel a gőzhajózási társaságokban és a széntársaságokban fennálló összefonódó érdekeltségeiket. Roosevelt számos találkozót tartott, és nyilvános meghallgatásokat nyitott, hogy sikeres kompromisszumot találjon az 1902-es szénsztrájk miatt, amely a városi Amerika tüzelőanyag-ellátását fenyegette. Közben a Kongresszus létrehozta az új kabinet Kereskedelmi és Munkaügyi Minisztériumát.

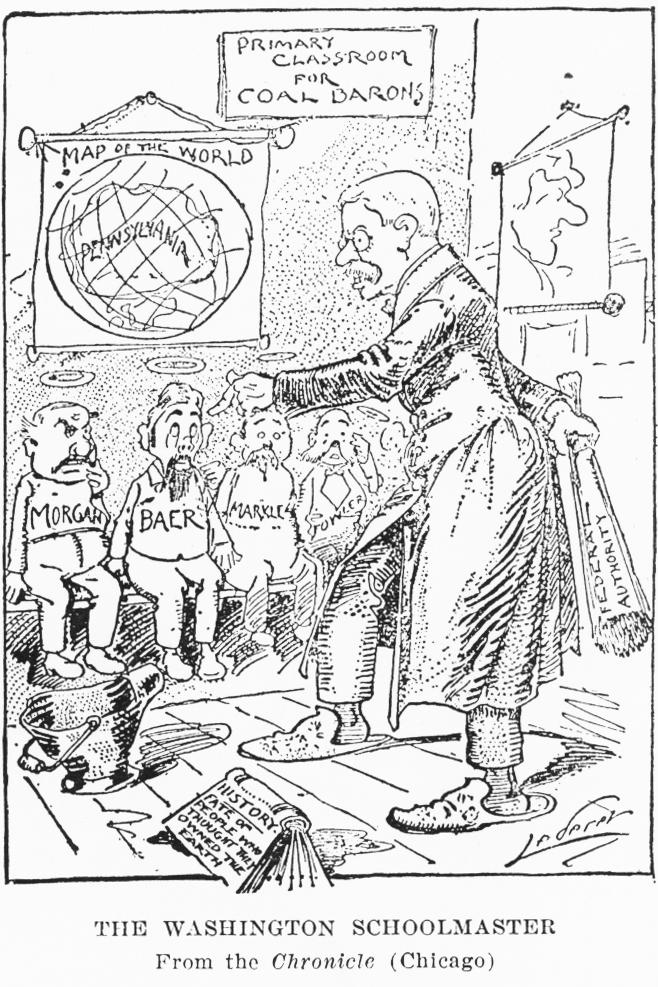
A karikaturista csodálja a szigorú TR-t, aki megleckézteti a gyerekes szénbárókat; azok emelték a bányászok bérét, de nem ismerték el a szakszervezetet. Írta Charles Lederer.

A nemzet természeti erőforrásainak és szép helyeinek megőrzése Roosevelt számára nagyon fontos prioritás volt, és a kérdés országos ismertségét növelte. Az elnök már 1901-ben, a kongresszushoz intézett első éves üzenetében messzemenő és integrált természetvédelmi, rekultivációs és öntözési programot sürgetett. Míg elődei 46 millió hektár (188 000 km²) erdőterületet különítettek el megőrzésre és parkok számára, Roosevelt 146 millió hektárra (592 000 km²) növelte a területet, és szisztematikus erőfeszítéseket kezdett az erdőtüzek megelőzésére és a kiirtott területek újrafásítására. Barátja, Gifford Pinchot kinevezése főerdésznek az állami földek erőteljes, új tudományos irányítását eredményezte. Theodore Roosevelt 50 vadrezervátumot, 5 új nemzeti parkot hozott létre, és kezdeményezte a nemzeti műemlékek kijelölésének rendszerét, mint például a Devils Tower Nemzeti Emlékmű.

### Taft elnök
Roosevelt népszerűsége az 1908-as kampány közeledtével a csúcson volt, de nem volt hajlandó szakítani azzal a hagyománnyal, hogy egyetlen elnök sem volt két ciklusnál tovább hivatalban. Ehelyett William Howard Taftot támogatta. A demokrata oldalon William Jennings Bryan harmadszor is indult, de csak délen tudott győzni. Taft, aki korábban bíró volt, az Egyesült Államok által birtokolt Fülöp-szigetek első gyarmati kormányzója és a Panama-csatorna-övezet adminisztrátora, a dollárdiplomáciával némi előrelépést ért el.
Taft folytatta a trösztök üldözését, tovább erősítette az Államközi Kereskedelmi Bizottságot, létrehozta a postatakarékpénztárat és a csomagpostarendszert, kibővítette a közszolgálatot, és támogatta az Egyesült Államok alkotmányának két módosítását. A tizenhatodik módosítás engedélyezte a szövetségi jövedelemadót, míg az 1913-ban ratifikált tizenhetedik módosítás előírta az amerikai szenátorok közvetlen választását a nép által, felváltva az eredeti alkotmányban meghatározott korábbi rendszert, amelyben az állami törvényhozások választották őket.
Ezekkel az eredményekkel szemben azonban Taft támogatta a Payne-Aldrich Vámtörvényt, amely védvonalakat tartalmazott, ami felháborította a progresszív véleményt.. A védelem volt az az ideológiai cement, amely összetartotta a republikánus koalíciót. A magas vámokat a republikánusok arra használták, hogy nagyobb forgalmat ígérjenek az üzleti vállalkozásoknak, magasabb béreket az ipari munkásoknak és nagyobb keresletet a mezőgazdasági termékek iránt. A progresszív lázadók szerint ez elősegítette a monopóliumot. A demokraták szerint ez a kisemberek megadóztatása. Északkeleten volt a legnagyobb támogatottsága, délen és nyugaton pedig a legnagyobb ellenállása. A középnyugat volt a csatatér. A felkelők azt is kifogásolták, hogy ellenezte Arizona államalapítását annak progresszív alkotmánya miatt; hogy ellenezte a környezetvédelmi aktivistákat; és hogy egyre jobban támaszkodott pártja konzervatív szárnyára. Pártfogója, Roosevelt 1910-re ellenségévé vált. A Republikánus Párt megosztottá vált, és az 1910-es választásokon elsöprő szavazat visszasöpörte a demokratákat a Kongresszus irányításába.

### Rekonstrukció: 1863–1877
See Reconstruction Bibliography for much longer guide.
- Fleming, Walter L., The Sequel of Appomattox, A Chronicle of the Reunion of the States(1918) short survey from Dunning School
- Foner, Eric and Mahoney, Olivia. America's Reconstruction: People and Politics After the Civil War. ISBN 0-8071-2234-3, short well-illustrated survey
- Foner, Eric. A Short History of Reconstruction (1990) excerpt and text search
  - Foner, Eric. Reconstruction: America's Unfinished Revolution, 1863–1877 (1988), highly detailed history of Reconstruction emphasizing Black and abolitionist perspective
- Hamilton, Peter Joseph. The Reconstruction Period (1906), history of era using Dunning School 570 pp; chapter on each state
- Nevins, Allan. The Emergence of Modern America 1865–1878 (1927)
- Stalcup, Brenda. ed. Reconstruction: Opposing Viewpoints (1995). Text uses primary documents to present opposing viewpoints.
- Summers, Mark Wahlgren. The Ordeal of the Reunion: A New History of Reconstruction (2014) excerpt

### Aranyozott kor: 1877–1896
- Buenker, John D. and Joseph Buenker, eds. Encyclopedia of the Gilded Age and Progressive Era. (3 vol 2005). ISBN 0-7656-8051-3; 900 essays by 200 scholars
- Cherny, Robert W. American Politics in the Gilded Age, 1868–1900 (1997)
- Dewey, Davis R. National Problems: 1880–1897 (1907) online
- Edwards, Rebecca. New Spirits: Americans in the Gilded Age, 1865–1905 (2005); 304pp excerpt and text search
- Faulkner, Harold U.; Politics, Reform, and Expansion, 1890–1900 (1959), scholarly survey, strong on economic and political history online
- Fine, Sidney. Laissez Faire and the General-Welfare State: A Study of Conflict in American Thought, 1865–1901. University of Michigan Press, 1956.
- Ford, Henry Jones. The Cleveland Era: A Chronicle of the New Order in Politics (1921), short overview online
- Garraty, John A. The New Commonwealth, 1877–1890, 1968 scholarly survey, strong on economic and political history
- Hoffmann, Charles. "The depression of the nineties." Journal of Economic History 16#2 (1956): 137–164. in JSTOR
- Hoffmann, Charles. Depression of the nineties; an economic history (1970)
- Jensen, Richard. "Democracy, Republicanism and Efficiency: The Values of American Politics, 1885–1930," in Byron Shafer and Anthony Badger, eds, Contesting Democracy: Substance and Structure in American Political History, 1775–2000 (U of Kansas Press, 2001) pp. 149–180; online version
- Kirkland, Edward C. Industry Comes of Age, Business, Labor, and Public Policy 1860–1897 (1961), standard survey
- Kleppner; Paul. The Third Electoral System 1853–1892: Parties, Voters, and Political Cultures U of North Carolina Press, (1979) online
- Morgan, H. Wayne ed. The Gilded Age: A Reappraisal Syracuse University Press 1970. interpretive essays
- Morgan, H. Wayne, From Hayes to McKinley: National Party Politics, 1877–1896 (1969)
- Nevins, Allan. John D. Rockefeller: The Heroic Age of American Enterprise (1940); 710pp; favorable scholarly biography; online
- Nevins, Allan. The Emergence of Modern America, 1865–1878 (1933) ISBN 0-403-01127-2, social history
- Oberholtzer, Ellis Paxson. A History of the United States since the Civil War. Volume V, 1888–1901 (Macmillan, 1937).  791pp; comprehensive old-fashioned political history
- Rhodes, James Ford. History of the United States from the Compromise of 1850: 1877–1896 (1919) online complete; old, factual and heavily political, by winner of Pulitzer Prize
- Shannon, Fred A. The farmer's last frontier: agriculture, 1860–1897 (1945) complete text online
- Smythe, Ted Curtis; The Gilded Age Press, 1865–1900 Praeger. 2003.

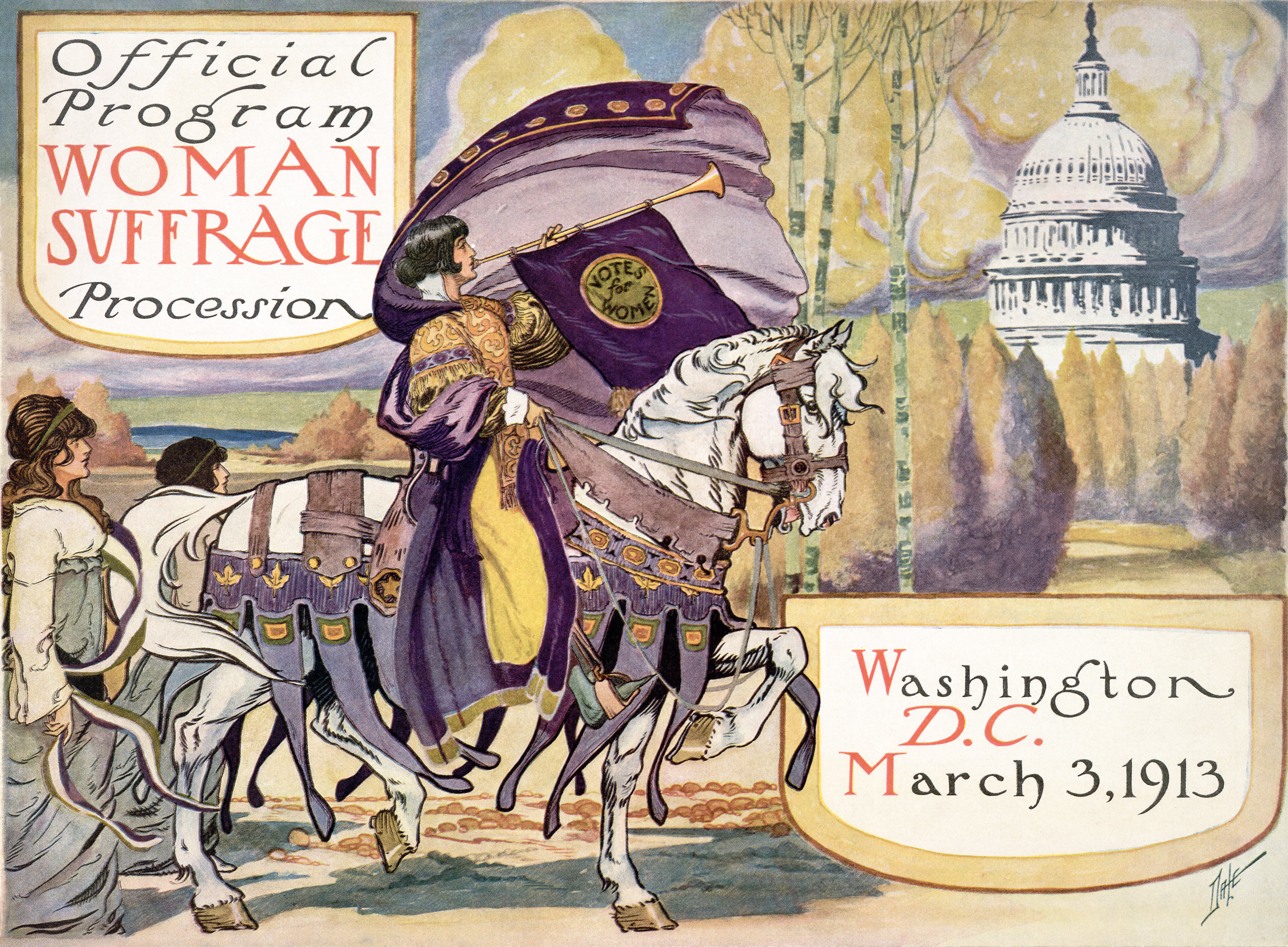
Női választójogi felvonulás Washingtonban 1913. március 3-án, egy nappal Woodrow Wilson elnök beiktatása előtt.

### Progressive Era: 1896–1917
- Buenker, John D. and Joseph Buenker, eds. Encyclopedia of the Gilded Age and Progressive Era. (3 vol 2005) ISBN 0-7656-8051-3; 900 essays by 200 scholars
- Buenker, John D., John C. Burnham, and Robert M. Crunden. Progressivism (1986)
- Buenker, John D. Dictionary of the Progressive Era (1980)
- Cooper, John Milton. Woodrow Wilson: A Biography (2009)
- Diner, Steven J. A Very Different Age: Americans of the Progressive Era (1998)
- Dirck, Brian R. (2007), The executive branch of federal government: people, process, and politics, ABC-CLIO, p. 107, ISBN 978-1-85109-791-3, <https://books.google.com/books?id=wjSieiqLHzoC>
- Gould, Lewis L. America in the Progressive Era, 1890–1914 (2000)
- Gould, Lewis L. ed., The Progressive Era (1974), essays by scholars
- Hays, Samuel P. The Response to Industrialism, 1885–1914 (1957),
- Hofstadter, Richard The Age of Reform (1954), Pulitzer Prize
- Jensen, Richard. "Democracy, Republicanism and Efficiency: The Values of American Politics, 1885–1930," in Byron Shafer and Anthony Badger, eds, Contesting Democracy: Substance and Structure in American Political History, 1775–2000 (U of Kansas Press, 2001) pp 149–180; online version
- Kagan Robert. The Ghost at the Feast: America and the Collapse of World Order, 1900–1941 (Knopf, 2023) excerpt
- Kennedy, David M. ed., Progressivism: The Critical Issues (1971), readings
- Mann, Arthur. ed., The Progressive Era (1975), readings
- McGerr, Michael. A Fierce Discontent: The Rise and Fall of the Progressive Movement in America, 1870–1920 (2003)
- Mowry, George. The Era of Theodore Roosevelt and the Birth of Modern America, 1900–1912. survey by leading scholar
- Pease, Otis, ed. The Progressive Years: The Spirit and Achievement of American Reform (1962), primary documents
- Thelen, David P. "Social Tensions and the Origins of Progressivism," Journal of American History 56 (1969), 323–341 in JSTOR
- Walworth, Arthur. Woodrow Wilson, Volume I, Volume II. Longmans, Green (1958);  904pp; full scale scholarly biography; winner of Pulitzer Prize; online free; 2nd ed. 1965
- Wiebe, Robert. The Search For Order, 1877–1920 (1967), influential interpretation

### Elsődleges források
- Link, William A., and Susannah J. Link, eds. The Gilded Age and Progressive Era: A Documentary Reader (2012) excerpt and text search

- H-SHGAPE  discussion forum for people studying the Gilded Age and Progressive Era
- Photographs of prominent politicians, 1861-1922; these are pre-1923 and out of copyright
- Fordham University Links on American Imperialism
- The Gilder Lehrman Institute of American History
- Shapell Manuscript Foundation